# Абдул Азиз Исхак
Абду́л Ази́з Исха́к (малайск. Abdul Aziz Ishak; 7 ноября 1910, Паданг-Гаджах, Тронг, Перак — 23 июня 1999, Куала-Лумпур) — малайзийский журналист, политик и государственный деятель. Брат первого президента Сингапура Юсофа бин Исхака. Среди друзей Ток Джед.

## Краткая биография
Родился в семье высокопоставленного государственного чиновника, выходца с Суматры (минангкабау). Мать — малайка из Нидерландской Индии. Окончил Малайский колледж в Куала-Кангсаре и Институт Раффлза в Сингапуре. Работал журналистом в газете «Утусан Мелайю». Был единственным журналистом в составе Федерального законодательного совета.
Начал свою политическую карьеру членом Объединённой малайской национальной организации (ОМНО) в 1950 году. В 1951 году перешёл в созданную Джафаром Онном Партию независимости Малайи. Безуспешно пытался оспаривать пост председателя партии. После неудачи на муниципальных выборах 1952 года в Куала-Лумпуре вернулся в ОМНО, где скоро стал членом исполнительного комитета.
На выборах 1955 года победил в округе Куала-Лангат и стал членом парламента. При формировании правительства назначен министром сельского хозяйства и кооперации. Этот пост он сохранял до 1962 года. Уделял большое внимание развитию кооперативного движения в деревне, что принесло ему большую популярность среди сельского населения.
Лидеры ОМНО с тревогой следили за ростом популярности Абдул Азиз Исхака, его деятельность вызывала недовольство китайских ростовщиков и торговцев. После того, как он предложил создание сельскохозяйственных производственных кооперативов, его вывели из состава правительства.
В 1963 году он создал новую партию — Партию национального согласия, которая в 1964 году присоединилась к Народному социалистическому фронту, куда также входили Рабочая партия и Народная партия. В 1965—1966 гг. вместе с другими лидерами Фронта находился в заключении в лагере Кумантинг на основании Закона о внутренней безопасности. После освобождения до 1971 года был под домашним арестом. Его обвинили в предательстве национальных интересов и попытке создания правительства в изгнании, заклеймили «агентом» Индонезии, с которой Малайзия в это время была в состоянии конфронтации.
В последующем написал мемуары «Особый гость» и «Лягушка выползает из-под скорлупы кокоса».

## Сочинения
- Riwayat Hidup Tunku Abdul Rahman (Биография Тунку Абдул Рахмана). Kuala Lumpur: Art, 1955.
- Tamu istimewa (Особый гость). Singapore, 1981.
- Mencari bako (В поисках бако). Kuala Lumpur, 1983.
- Katak Keluar dari Bawah Tempurong (Лягушка выползает из-под скорлупы кокоса). Kuala Lumpur: Karya Bistari, 1987.
- Lompat Si Katak Lompat (Прыгай, лягушка, прыгай). Kuala Lumpur: Karya Bistari Sdn. Bhd.,1987.